# Nadine Fecht
Nadine Fecht (* 1976 in Mannheim) ist eine deutsche zeitgenössische Künstlerin, die vorwiegend im Medium der Zeichnung arbeitet. Neben großformatigen Zeichnungen umfasst ihr Werk auch Installationen, Video und Sound. Sie gilt als „eine der vielversprechendsten zeitgenössischen Positionen im Bereich der Zeichnung und Konzeptkunst“.

## Leben
Nadine Fecht studierte zwischen 1996 und 1999 an der Staatlichen Akademie der Bildenden Künste Karlsruhe und der Weißensee Kunsthochschule Berlin (KHB), sowie von 2003 bis 2009 an der Universität der Künste Berlin (UDK), dort als Meisterschülerin von Lothar Baumgarten und Stan Douglas. 2005 studierte sie mit einem NICA-Stipendium am California College of the Arts (CCA) in San Francisco. Daneben studierte sie zwischen 2000 und 2003 Archäologische Zeichnung an der Humboldt-Universität Berlin.
Neben diversen Lehraufträgen an der HBK Braunschweig, der Universität Mozarteum Salzburg, der UDK Berlin und der Bauhaus-Universität Weimar verwaltete sie zwischen 2018 und 2019 die Professur für Zeichnung an der HBK Braunschweig und vertrat 2023 die Professur für Experimentelle Malerei und Zeichnung an der Bauhaus-Universität Weimar. Seit dem Sommersemester 2025 hat sie die Professur für Zeichnung an der Hochschule für Gestaltung Offenbach inne.
Ihr Werk ist in zahlreichen öffentlichen Sammlungen vertreten, darunter das Kunstmuseum Basel, die Kunsthalle Mannheim, das Kupferstichkabinett Berlin und die Bundeskunstsammlung. Fecht lebt und arbeitet in Berlin.

## Preise und Stipendien
- 2020: Villa Aurora, Los Angeles[4]
- 2014: Will-Grohmann-Preis, Akademie der Künste, Berlin[5]
- 2013: Arbeitsstipendium, Stiftung Kunstfonds, Bonn[6]
- 2012: Berlin-Stipendium, Akademie der Künste, Berlin
- 2010–2012: Atelierstipendium Karl-Hofer-Gesellschaft, Berlin[7]

## Ausstellungen

### Einzelausstellungen (Auswahl)
- 2025: Between the Black of Olives and Lunar Blue, Drawing Room, Hamburg

- 2024: MULTITUDE – Die Vielen als Viele, Galerie Russi Klenner, Berlin
- 2022: Brandsatz – Hans Kaiser und Nadine Fecht, Museum Wilhelm Morgner, Soest
- 2022: test runs, Lage egal (in the rackroom), Berlin
- 2020: EIGENTUM und SICHERHEIT, Kunstverein Wolfenbüttel[8]
- 2019: AMOK, Kunsthalle Mannheim
- 2012: field recording, fruehsorge contemporary drawings, Berlin[9]

### Gruppenausstellungen (Auswahl)
- 2025: Language/Text/Image. Can you hear me? Can you see me?, KAI 10 Arthena Foundation, Düsseldorf
- 2025: Kulikunst. Biennale der Zeichnung, Neues Museum Nürnberg[10]
- 2024/25: Element of Life. Vol. 2: Wirklichkeiten des Wassers, Herzog-Anton-Ulrich-Museum, Braunschweig
- 2024/25: Sprache/Text/Bild, Draiflessen Collection, Mettingen
- 2023: World Framed – Zeitgenössische Zeichenkunst der Sammlung Schering Stiftung im Kupferstichkabinett, Staatliche Museen Berlin – Kupferstichkabinett
- 2023: Glass barriers, Galerie im Saalbau, Berlin
- 2022: Broken Music Vol. 2 – 70 Jahre Schallplatten und Soundarbeiten von Künstler*innen, Hamburger Bahnhof – Nationalgalerie, Berlin
- 2022: present perfect – Sammlung zeitgenössischer Kunst der Bundesrepublik Deutschland, Museum Gunzenhauser – Kunstsammlungen Chemnitz
- 2022: Medium Zeichnung – zeitgenössische Positionen zur Zeichenkunst, Kunstsammlung Gera
- 2020: ZERO WASTE, Museum der Bildenden Künste, Leipzig
- 2020: Nra Hane – At the limit – Am Limit, Kunsthalle Bratislava SK
- 2018: Kunst setzt Zeichen – Neuerwerbungen aus dem alten Europa, Herzog Anton Ulrich-Museum, Braunschweig
- 2017: Fokus Papier: RANDGÄNGE DER ZEICHNUNG, Kunstmuseum Basel CH
- 2017: Am Limit / no limite, Museu da UFPA, Belém BRA
- 2017: TRANSACTIONS – About the Value of Artistic Labour, Haus am Lützowplatz, Berlin
- 2017: Out of Office, Museum für Konkrete Kunst, Ingolstadt
- 2017: Dürer, Cézanne & Du. Wie Meister zeichnen, Herzog Anton Ulrich-Museum, Braunschweig
- 2016: ZEICHNUNGSRÄUME – Positionen zeitgenössischer Zeichnung (I), Hamburger Kunsthalle, Hamburg
- 2015: An Earthquake at the Racetracks, Museo de la Ciudad, Querétaro MEX
- 2014: DELTA-BEBEN, Wilhelm-Hack-Museum und Kunstverein Ludwigshafen
- 2013: SYSTEM UND SINNLICHKEIT – Die Sammlung Schering Stiftung Zeitgenössische Zeichenkunst, Staatliche Museen Berlin – Kupferstichkabinett, Berlin
- 2013: move – align – avoid. Vom Schwarm als Prinzip und Phänomen, Kunstverein Harburger Bahnhof, Hamburg
- 2013: Forårsudstillingen, Kunsthal Charlottenborg, Kopenhagen DK
- 2010: Pfalzpreis für Bildende Kunst, mpk – Museum Pfalzgalerie, Kaiserslautern
- 2009: Kunst und Öffentlichkeit, nbk – Neuer Berliner Kunstverein, Berlin
- 2008: Vertrautes Terrain, ZKM – Zentrum für Kunst und Medien, Karlsruhe

## Öffentliche Sammlungen
- Hamburger Bahnhof – Nationalgalerie der Gegenwart Berlin
- Sammlung zeitgenössischer Kunst der Bundesrepublik Deutschland
- Kupferstichkabinett Berlin (SMB)
- Kunsthalle Mannheim
- Kunstmuseum Basel, Kupferstichkabinett[11]
- Herzog Anton Ulrich-Museum, Braunschweig
- Städtische Galerie Stihl, Waiblingen
- n. b. k. Neuer Berliner Kunstverein
- Hamburger Kunsthalle
- Schering Stiftung (Dauerleihgabe Kupferstichkabinett SMB)
- Berlinische Galerie – Museum Für Moderne Kunst[12]